# 438年
| 千纪： | 1千纪                                                                                           |
| 世纪： | 4世纪 \| 5世纪 \| 6世纪                                                                         |
| 年代： | 400年代 \| 410年代 \| 420年代 \| 430年代 \| 440年代 \| 450年代 \| 460年代                       |
| 年份： | 433年 \| 434年 \| 435年 \| 436年 \| 437年 \| 438年 \| 439年 \| 440年 \| 441年 \| 442年 \| 443年 |
| 纪年： | 戊寅年（虎年）；北魏太延四年；北凉承和六年；南朝宋元嘉十五年；仇池建义三年                      |

## 大事记
- 北魏灭北燕。

## 逝世
- 冯弘